# Vitalij Konstantinov
Vitalij Viktorovič Konstantinov (rusky Виталий Викторович Константинов * 28. března 1949 Tatarskij Kalmajur, RSFSR) je bývalý sovětský zápasník, reprezentant v zápase řecko-římském. Olympijský vítěz, mistr světa a Evropy, Zasloužilý mistr sportu SSSR.
Konstantinov začínal se zápasem v roce 1965. Na mezinárodní scéně debutoval na mistrovství Evropy v roce 1972, kde vybojoval stříbrnou medaili v muší váze. Na olympijských hrách v Mnichově vypadl ve třetím kole, když ve druhém nestačil na Itala Bognanniho a v následujícím na Japonce Hirajamu. V roce 1973 vybojoval 4. místo na mistrovství světa, v následujícím roce pak vybojoval světový titul. Ve stejném roce získal i titul Zasloužilý mistr sportu SSSR. V roce 1976 vybojoval zlato na olympijských hrách. V roce 1980 se stal mistrem Evropy v bantamové váze. Po ukončení aktivní sportovní kariéry se dál věnoval zápasu a to jako trenér a rozhodčí. Od roku 1998 se v Uljanovsku každoročně pořádá turnaj nesoucí jeho jméno.